# أنواع الصلاة في الإسلام
أنواع الصلاة في الإسلام تتضمن الصلوات الخمس المفروضات بالإجماع في كل يوم وليلة. ويليها صلاة النفل وهي: الزائدة عن الصلاة المفروضة، وأفضلها ما شرع بالاتفاق لكنها عند البعض واجبة عينا أو كفاية، مثل: صلاة العيدين ويليها ما هو سنة مؤكدة مثل: بعض السنن الرواتب التابعة للـفرض ويليها أنواع السنن الأخرى، ثم التطوعات بمعنى: صلاة النفل المطلق.

## صلاة الفرض
صلاة الفرض بمعنى: الصلاة المفروضة. وهي: الصلوات الخمس المفروضات بالإجماع على كل مسلم مكلف، في كل يوم وليلة.
| الصلاة المفروضة         | عدد ركعاتها        | أول وقتها               | آخر وقتها               |
| ----------------------- | ------------------ | ----------------------- | ----------------------- |
| صلاة الفجر              | ركعتان             | طلوع الفجر الثاني       | قبل طلوع الشمس          |
| صلاة الظهر، صلاة الجمعة | أربع ركعات، ركعتان | زوال الشمس              | بعد مصير ظل كل شيء مثله |
| صلاة العصر              | أربع ركعات         | بعد مصير ظل كل شيء مثله | غروب الشمس              |
| صلاة المغرب             | ثلاث ركعات         | غروب الشمس              | مغيب الشفق الأحمر       |
| صلاة العشاء             | أربع ركعات         | غروب الشفق الأحمر       | نصف الليل               |

## مراتب أنواع الصلاة
- المرتبة الأولى: الصلوات الخمس المفروضات، وصلاة الجمعة.
- المرتبة الثانية: ملحقات الصلوات المفروضات في بعض خصائص الوجوب.

1. الصلاة المفروضة كفاية مثل: صلاة الجنازة.
2. الصلاة الواجبة لسبب خارجي، مثل: الصلاة المنذورة، فهي واجبة بسبب النذر، وليست واجبة في ذاتها.
3. الصلاة الواجبة بصفة الخصوصية، مثل: صلاة نافلة الليل، فهي واجبة بالخصوصية للنبي محمد صلى الله عليه وسلم، دون أمته فليست واجبة عليهم.

- المرتبة الثالثة، صلاة النفل الذي ليس مفروضا، لكنه في رتبة هو فيها أقرب للفرض، هو: الواجب عند البعض عينا أو كفاية.

1. صلاة العيدين.
2. صلاة الوتر.
3. ركعتان قبل صلاة الفجر.

- المرتبة الرابعة، صلاة النفل المسنون المؤكد.
- المرتبة الخامسة، باقي أنواع النفل المقيد.
- المرتبة السادسة، النفل المطلق.

## جدول توضيحي لأنواع الصلاة في الإسلام
| المرتبة | التصنيف بحسب الحكم                                       | الصلاة                                   |
| ------- | -------------------------------------------------------- | ---------------------------------------- |
| الأولى  | المفروض عينا بالإجماع المفروض عينا بالإجماع لكن في جماعة | الصلوات الخمس صلاة الجمعة                |
| الثانية | المفروض كفاية                                            | مثل: صلاة الجنازة                        |
| ملحق    | الواجب لسبب                                              | مثل: الصلاة المنذورة                     |
| الثالثة | النفل غير المتفق على وجوبه                               | ركعتان قبل الفجر صلاة العيدين صلاة الوتر |

## صلاة النفل
صلاة النفل هي: كل ما زاد عن الصلوات الخمس المفروضات. وهو أشمل من التعبير بالتطوع. لأن الزائد عن الفريضة يسمى: «نفلا» وقد لا يكون تطوعا، مثل: صلاة الوتر؛ فإنه واجب في مذهب أبي حنيفة فقد يسمى: نفلا لكنه لا يسمى تطوعا.

### أنواع صلاة النفل
| النفل المؤكد           | المستحب                   | أنواع أخرى                   |
| ---------------------- | ------------------------- | ---------------------------- |
| صلاة العيدين           | ركعتان إضافيتان بعد الظهر | ركعتان عند السفر وعند الرجوع |
| صلاة الكسوف            | أربع ركعات قبل العصر      |                              |
| صلاة الخسوف            | ركعتان قبل المغرب         |                              |
| صلاة الاستسقاء         | ركعتان قبل العشاء         |                              |
| صلاة التراويح          | تحية المسجد               |                              |
| صلاة الضحى             | سنة الوضوء                |                              |
| نافلة الليل            | سنة الطواف                |                              |
| صلاة الوتر             | سنة الإحرام               |                              |
| ركعتان قبل الفجر       | ركعتان بعد الأذان         |                              |
| أربع ركعات قبل الظهر   | صلاة الاستخارة            |                              |
| ركعتان بعد الظهر       |                           |                              |
| ركعتان بعد صلاة المغرب |                           |                              |
| ركعتان بعد العشاء      |                           |                              |

## أنواع صلاة الليل
الليل أو الليلة، في اللغة: "ظرف زمان يبدء من غروب الشمس، وينتهي بطلوع الفجر الثاني. والصلاة في الليل، أنواع:
- صلاة مفروضة وهما: صلاتي المغرب، والعشاء.
- صلاة النفل وهي: ما عدا الفرض.

### أنواع صلاة النوافل الليلية
- صلاة النوافل الليلية قبل فعل صلاة العشاء، هي: ركعتان راتبة بعد المغرب، وركعتان قبل صلاة العشاء، وصلاة النافلة ما بين صلاتي المغرب والعشاء لمن أراد أن يصلي فلا حرج في ذلك.
- صلاة النوافل الليلية بعد فعل فرض العشاء.
  - صلاة الوتر
  - راتبة العشاء البعدية
  - نوافل أخرى مثل: سنة الوضوء
  - نقل مطلق
  - صلاة التراويح صلاة القيام في رمضان
  - صلاة قيام الليل
  - صلاة التهجد في جوف الليل

### صلاة قيام الليل
صلاة قيام الليل هي: صلاة النفل من بعد فعل صلاة العشاء، إلى طلوع الفجر الثاني. وتتضمن: صلاة الوتر وراتبة بعد فرض صلاة العشاء، وصلاة التراويح في رمضان، وما قد يضاف إليها مثل: سنة الوضوء. قد كان قيام الليل مفروضا قبل فرض الصلوات الخمس، ثم نسخ حكمه بعد فرضها. وصلاة قيام الليل سنة مؤكدة، وهي: مثنى مثنى ثم يختمها بركعة الوتر.

#### تعريف صلاة القيام
معنى القيام في اللغة: الوقوف، أو الانتصاب. وبالمعنى الشرعي يطلق حقيقة على القيام الذي هو أحد أركان الصلاة. ويطلق مجازا على الصلاة باعتبار أنه أحد أهم أركانها. والليل أو الليلة هو الزمن من غروب الشمس إلى طلوع الفجر الثاني. والصلاة هي ذات الكيفية المعلومة بالشرع.
وقيام الليل بالمعنى الشرعي عموما هو: قضاء معظم الليل أو بعضه في طاعة الله، والتقرب إليه بالعبادة. ثم استعمل باطلاقه على الصلاة بخصوصها؛ لأنها من أفضل الطاعات. وتسمى العبادة في الليل قياما؛ لأن العبادة تتطلب القيام لها، والاستيقاظ ومجانبة النوم والجد والعزيمة في العمل. كما في قول الله تعالى: «قم فأنذر».

## ملحقات صلاة النفل
ملحقات صلاة النفل تتضمن أنواعا منها:
- الزائد على ما ثبت دليل شرعي بتعيينه.
- ما وقع الخلاف في دليل تعيينه.
- السجدات باعتبار أنها نوع من أنواع الصلاة.
- النفل المطلق وهو: ما لم يرد في الشرع دليل تعيينه بخصوصه. ولم يقيد بوقت ولا سبب ولا عدد. وهناك أنواع من صلاة النفل ذكرها بعض العلماء، بينما ذهب آخرون إلى عدم إلحاقها بصلاة النفل. وعلى كل فما لم يرد دليل تعيينه بخصوصه؛ دخل ضمن النفل المطلق.

### صلاة ما بين الأذانين
هي صلاة بين الأذان والإقامة. لحديث عن عبد الله ابن مغفل رضي الله عنه قال: قال رسول الله صلى الله عليه وسلم: «بين كل أذانين صلاة» -قال في الثالثة- «لمن شاء» 

### سجدات
- سجود الشكر
- سجود التلاوة
- سجود السهو